# Nietzsche-Haus
La Nietzsche-Haus (Casa de Nietzsche) a Naumburg, Saxònia-Anhalt, Alemanya, és un edifici dedicat a la vida i obra del filòsof alemany Friedrich Nietzsche.
L'estiu de 1858 la mare de Nietzsche, Franziska Nietzsche, es va traslladar amb els seus dos fills, Elisabeth i Friedrich, al carrer Weingarten núm. 335 (avui n. 18) de Naumburg. Va llogar un apartament ampli i lluminós al pis superior. El 1878 va comprar la casa i continuar vivint aquí fins a la seva mort el 1897.
Des de 1994, la Nietzsche-Haus ha estat oberta al públic com a casa-museu. L'octubre del 2010, es va obrir el Centre de Documentació sobre Nietzsche, dedicat a la investigació i al compromís crític sobre l'escriptor.